# أميد إبراهيمي
أميد إبراهيمي ((بالفارسية: امید ابراهیمی‏)؛ مواليد 16 سبتمبر 1987) هو لاعب كرة قدم إيراني يلعب حالياً في نادي الشمال القطري. لعب أول مباراة دولية له تحت قيادة المدرب كارلوس كيروش في 9 ديسمبر 2012 أمام السعودية خلال بطولة اتحاد غرب آسيا 2012. وتم استدعاءه للمشاركة مع إيران في كأس آسيا 2015 في 31 ديسمبر 2014.

## روابط خارجية
- أميد إبراهيمي على موقع قاعدة بيانات كرة القدم.إي يو (الإنجليزية)
- أميد إبراهيمي على موقع ناشيونال فوتبول تيمز (الإنجليزية)
- أميد إبراهيمي على موقع Soccerway.com (الإنجليزية)
- أميد إبراهيمي على موقع عالم كرة القدم.نت (الإنجليزية)
- أميد إبراهيمي على موقع AS.com (الإسبانية)